# Liste der Biografien/Chak
Liste der Biografien |
Portal Biografien |
Personensuche
# |
A |
B |
C |
D |
E |
F |
G |
H |
I |
J |
K |
L |
M |
N |
O |
P |
Q |
R |
S |
T |
U |
V |
W |
X |
Y |
Z |
?
 
Ca |
Cb |
Cc |
Ce |
Ch |
Ci |
Cj |
Ck |
Cl |
Cm |
Cn |
Co |
Cr |
Cs |
Ct |
Cu |
Cv |
Cw |
Cy |
Cz
 
Cha |
Chb |
Che |
Chh |
Chi |
Chk |
Chl |
Chm |
Chn |
Cho |
Chr |
Cht |
Chu |
Chv |
Chw |
Chy
 
Chaa |
Chab |
Chac |
Chad |
Chae |
Chaf |
Chag |
Chah |
Chai |
Chaj |
Chak |
Chal |
Cham |
Chan |
Chao |
Chap |
Chaq |
Char |
Chas |
Chat |
Chau |
Chav |
Chaw |
Chay |
Chaz
Die Liste der Biografien führt alle Personen auf, die in der deutschsprachigen Wikipedia einen Artikel haben. Dieses ist eine Teilliste mit 65 Einträgen von Personen, deren Namen mit den Buchstaben „Chak“ beginnt.

## Chak

### Chaka
- Chaka Chaka, Yvonne (* 1965), südafrikanische Sängerin
- Chaka Khan (* 1953), US-amerikanische SängerinChaka Khan (* 1953)

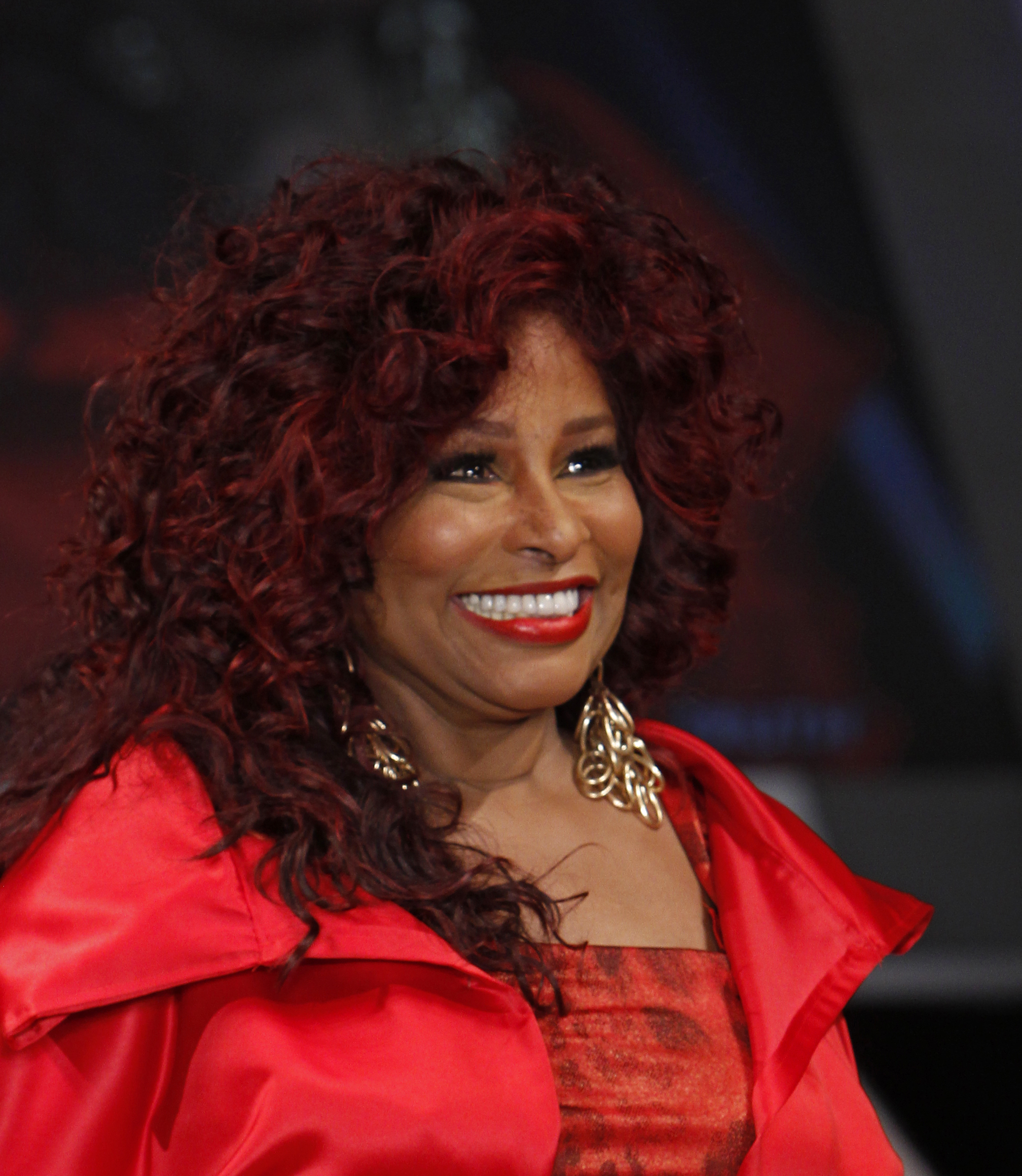
Chaka Khan (* 1953)

- Chaka, Maia, US-amerikanische Schiedsrichterin im American Football
- Chakabva, Regis (* 1987), simbabwischer Cricketspieler
- Chakaev, Arbi (* 1990), österreichischer Boxer
- Chakaipa, Patrick Fani (1932–2003), römisch-katholischer Erzbischof von Harare in Simbabwe
- Chakall (* 1972), argentinischer Koch, Kochbuchautor und Fernsehkoch
- Chakamada, Irina Muzuowna (* 1955), russische Politikerin
- Chakar, Leyla, deutsche Diplom-Ingenieurin im Bauingenieurwesen
- Chakaure-seneb, altägyptischer Beamter
- Chakaureseneb, altägyptischer Beamter, Bürgermeister auf Elephantine

### Chake
- Chake, Taba (* 1993), indischer Fingerstyle-Gitarrist und Singer-Songwriter
- Chaker, Layale (* 1990), französisch-libanesische Musikerin (Geige, Komposition)

### Chakh
- Chakhon Philakhlang (* 1998), thailändischer Fußballspieler

### Chaki
- Chaki, Rabie (* 1982), marokkanischer Tennisspieler
- Chakiath, Thomas (* 1937), indischer Priester und Weihbischof in Ernakulam-Angamaly
- Chakimow, Kerim Abdraufowitsch (1892–1938), sowjetischer Diplomat
- Chakimow, Nikita Dmitrijewitsch (* 1988), russischer Badmintonspieler
- Chakir, Ibrahim (* 1994), spanischer Langstreckenläufer
- Chakir, Machmour (* 1994), marokkanischer Sprinter
- Chakiris, George (* 1932), US-amerikanischer SchauspielerGeorge Chakiris (* 1932)

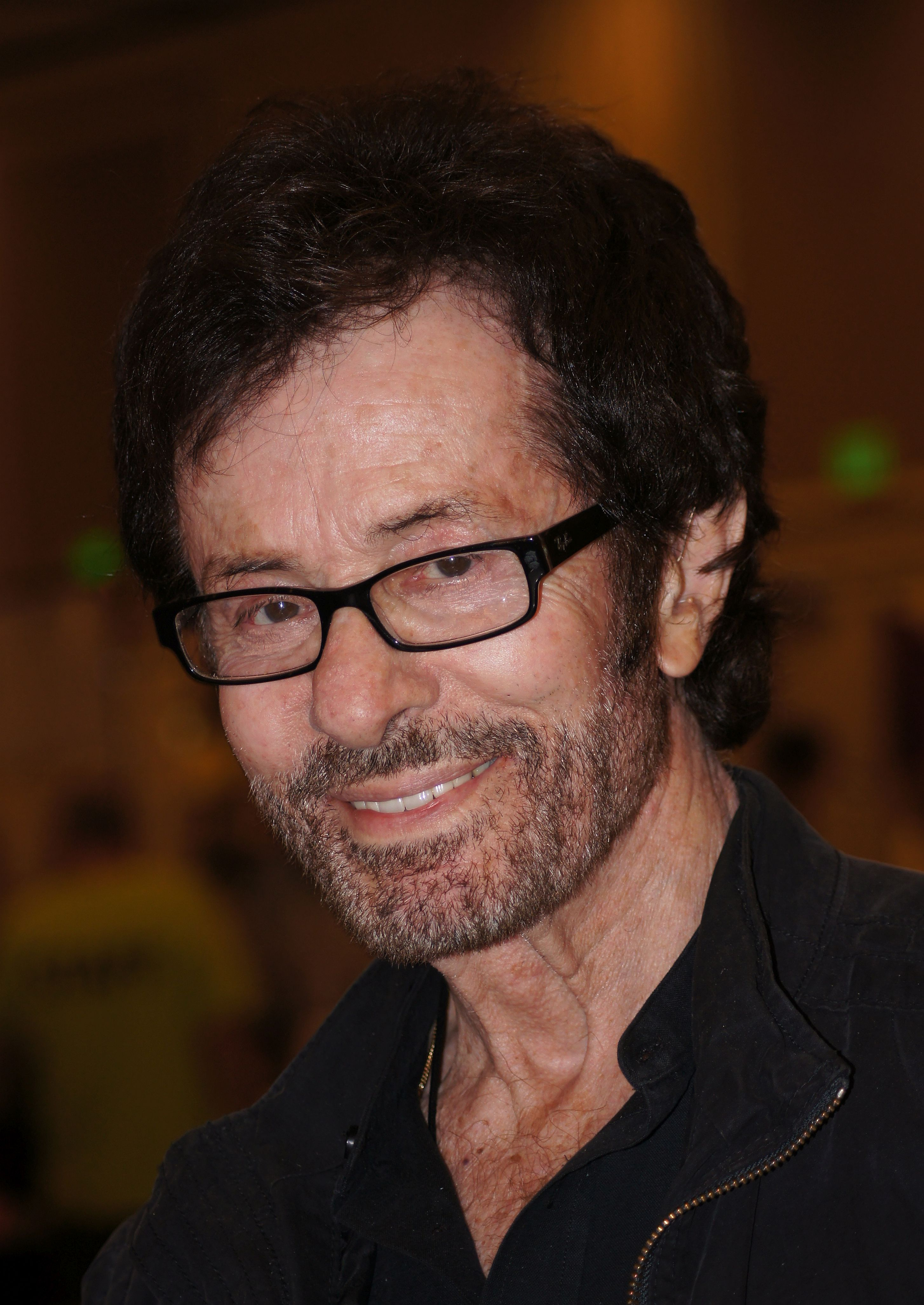
George Chakiris (* 1932)

### Chakk
- Chakkalakal, Varghese (* 1953), indischer römisch-katholischer Geistlicher, Erzbischof von Calicut
- Chakkalapadickal, Thomas Koorilos (* 1958), indischer Geistlicher, Erzbischof von Tiruvalla
- Chakkit Laptrakul (* 1994), thailändisch-französischer Fußballspieler
- Chakko, Sarah (1905–1954), indische Weltkirchenrats-Präsidentin und Hochschulprofessorin
- Chakkraphat (1506–1569), 17. Herrscher des Königreiches Ayutthaya

### Chako
- Chakomboka, Chama († 2000), sambischer Politiker
- Chakorn Chantarumporn (* 2001), thailändisch-schwedischer Fußballspieler

### Chakr
- Chakrabarti, Dilip Kumar (* 1941), indischer Archäologe und Professor für südasiatische Archäologie
- Chakrabarti, Lolita (* 1969), britische Schauspielerin und Bühnenautorin
- Chakrabarty, Ajoy (* 1953), indischer klassischer Sänger
- Chakrabarty, Ananda Mohan (1938–2020), indisch-amerikanischer Mikrobiologe
- Chakrabarty, Bidyut (* 1958), indischer Politikwissenschaftler
- Chakrabarty, Deepto (* 1966), US-amerikanischer Astrophysiker
- Chakrabarty, Dipesh (* 1948), indischer HistorikerDipesh Chakrabarty (* 1948)

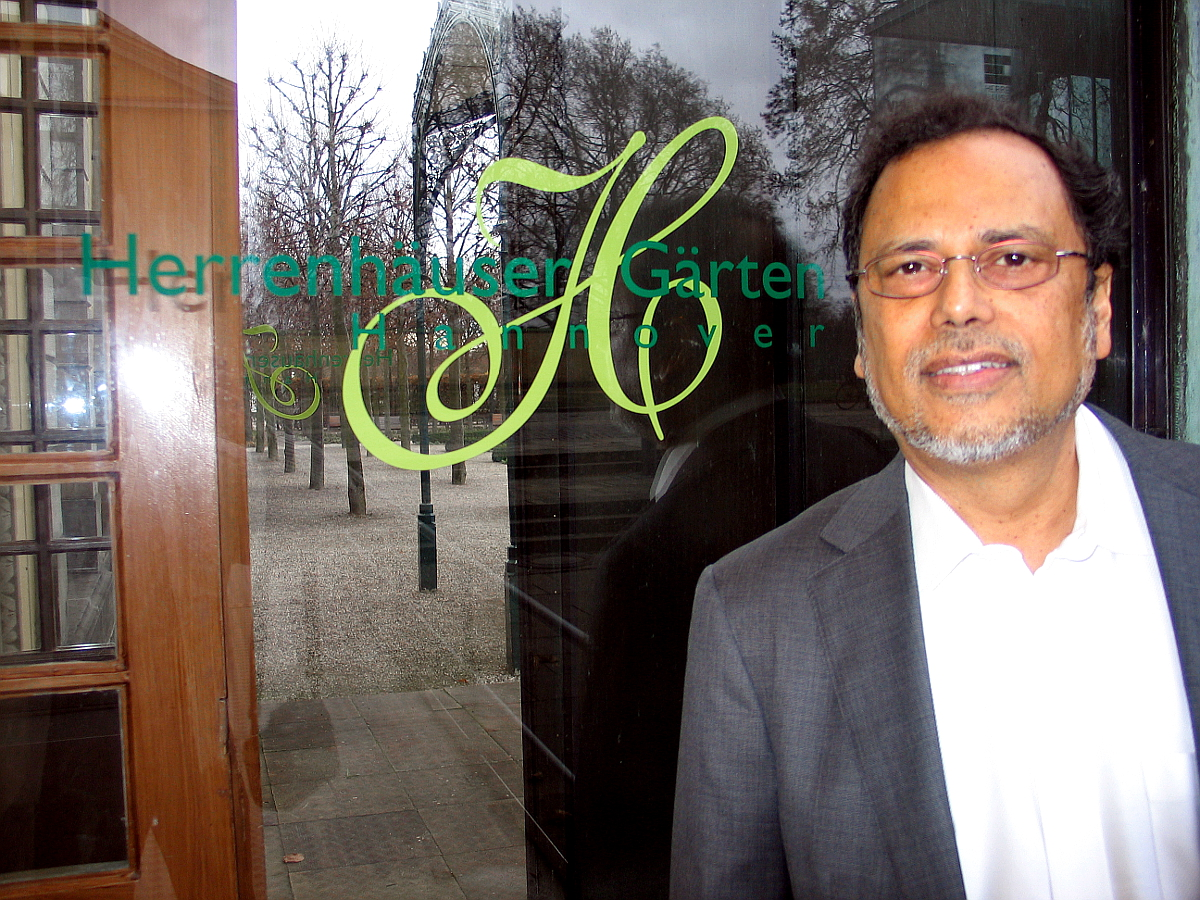
Dipesh Chakrabarty (* 1948)

- Chakrabarty, Prosanta (* 1978), US-amerikanischer Ichthyologe und Hochschullehrer
- Chakraborty, Kaushiki (* 1980), indische Sängerin
- Chakraborty, Mimi (* 1989), indische Schauspielerin, Sängerin und Politikerin
- Chakraborty, Mithun (* 1950), indischer Filmschauspieler und Tänzer
- Chakraborty, Rahul (* 1983), deutscher Schauspieler
- Chakraborty, Rhea (* 1992), indische Schauspielerin
- Chakraborty, Shanti (* 1985), indisch-deutsche Schauspielerin und Synchronsprecherin
- Chakraborty, Tulsi (1899–1961), indischer Schauspieler des bengalischen Films und Theaters
- Chakraborty, Utpalendu (1948–2024), bengalisch-indischer Filmregisseur, Musiker und Romanautor
- Chakralawi, Abdullah († 1916), indischer islamischer Intellektueller
- Chakravarthi, Caleb (* 1999), US-amerikanischer Tennisspieler
- Chakravarthi, Rushmi (* 1977), indische Tennisspielerin
- Chakravarty, Amiya (1912–1957), indischer Drehbuchautor, Regisseur und Produzent des Hindi-Films
- Chakravarty, Suprovat (1931–2015), indischer Radrennfahrer
- Chakravorty Spivak, Gayatri (* 1942), bengalische Literaturwissenschaftlerin
- Chakravorty, Maharani (1937–2015), indische Molekularbiologin und Hochschullehrerin
- Chakravorty, Sandeep, indischer Diplomat
- Chakrit Buathong (* 1985), thailändischer Fußballspieler
- Chakrit Rawanprakone (* 1991), thailändischer Fußballspieler
- Chakrit Ruengsuntear (* 1986), thailändischer Fußballspieler
- Chakrit Wasprasertsuk (* 2002), thailändischer Fußballspieler
- Chakroun, Husseyn (* 2004), libanesisch-deutscher Fußballspieler
- Chakrouni, Ayoub (* 1991), marokkanischer Tennisspieler

### Chaks
- Chaksad, Sarah (* 1983), Schweizer Jazzmusikerin (Saxophone, Komposition) und Kulturmanagerin

### Chaku
- Chakuamba, Gwanda (1935–2016), malawischer Politiker
- Chakusanga, Alberto (1979–2010), angolanischer Radiojournalist
- Chakuza (* 1981), österreichischer RapperChakuza (* 1981)

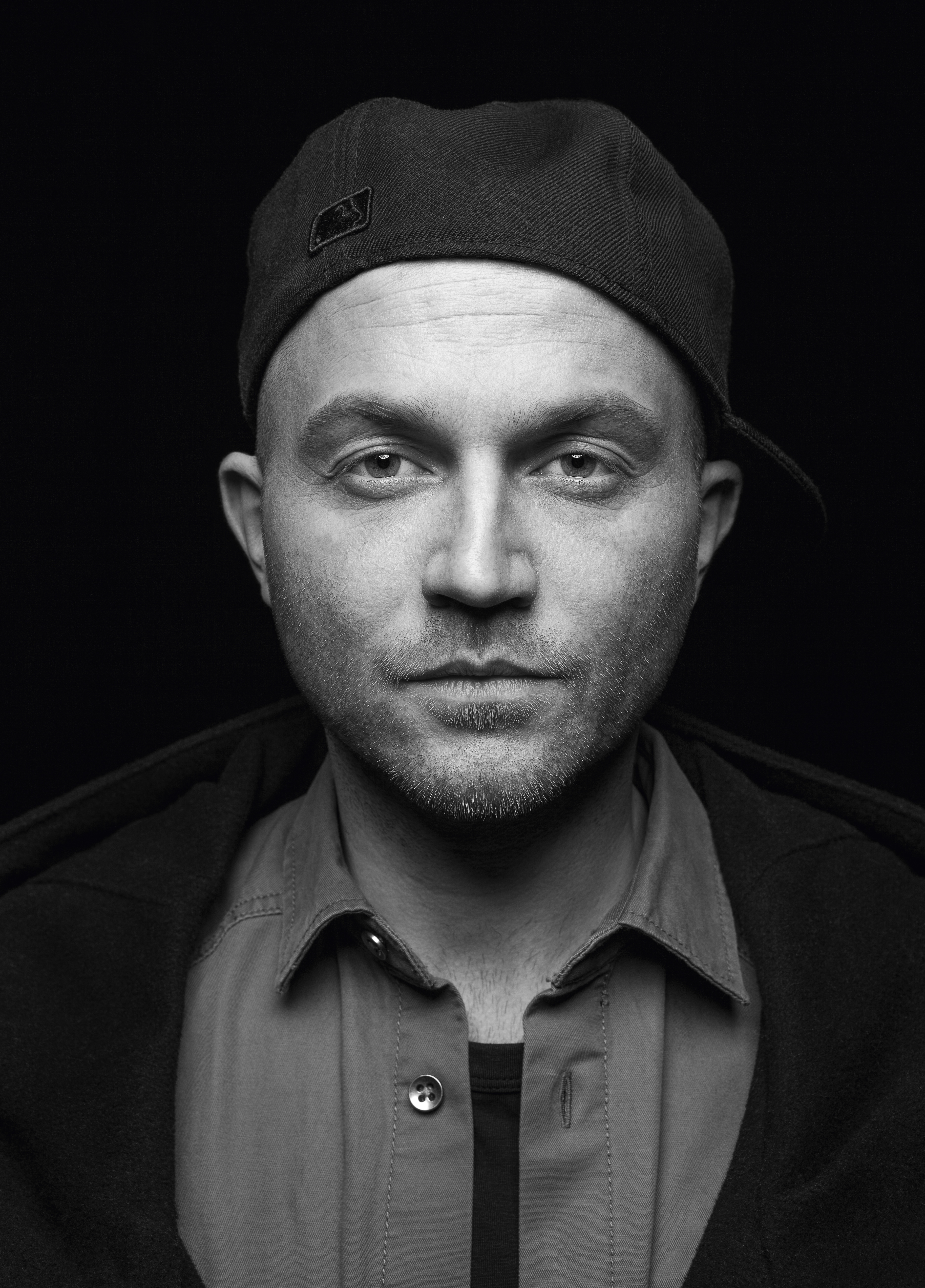
Chakuza (* 1981)

### Chakw
- Chakwera, Lazarus (* 1955), malawischer Politiker
- Chakwera, Monica (* 1953), malawische First Lady

### Chaky
- Chakyar, Mani Madhava (1899–1990), indischer Schauspieler und Sanskrit-Gelehrter